# 山下真司
山下 真司（やました しんじ、1951年〈昭和26年〉12月16日 - ）は、日本の俳優、タレント、コメンテーター。フロム・ファーストプロダクション所属。山口県下関市出身。

## 来歴・人物
下関市幡生町で生まれ育つ。母が働き父が家事育児を担当。姉がいる。下関市立下関商業高等学校卒業、中央大学文学部中退。
モデルとして働き始め、十分な稼ぎがあったが、『太陽にほえろ!』に出演したいという思いがあり、1975年に文学座附属研究所に入所し、卒業後に劇団NLTに入団。それまでは六本木のクラブでアルバイトをしていた、また東京大学の駒場キャンパスの生協食堂で調理補助（飯炊き）のアルバイトをしていたこともあった。
『太陽にほえろ!』への二度のテスト出演の後、本人は選ばれないだろうと思っていたが、1979年に同番組のスニーカー刑事（五代潤）役に抜擢、注目される。山下は2007年のインタビューで、今でも一度目のテスト出演の際の台詞を覚えているが、2度目のテスト出演の台詞は全く覚えていないと話した。約2年間スニーカー刑事を演じた後、これまでの新人刑事とは異なり、殉職ではなく退職する形で番組を卒業した（自身は当初は殉職する形で番組を卒業すると言う段取りになっていたが、殉職より退職のほうがいいと言う自身の希望によって退職する形で番組を卒業する事となった）。卒業時は、寂しいような、撮影の過酷な番組から去ることが出来るとホッとした様な気分であったと後に語った。2002年からの「ケータイ刑事シリーズ」では、『太陽にほえろ!』での役名である五代潤と同じ名前でレギュラー出演した。
『スクール☆ウォーズ』では主役の熱血教師を演じ、同番組は最高視聴率20%を超すヒット作品となり、「俺はこれからお前たちを殴る」の台詞が流行した。以後、さまざまな番組でこの作品のパロディを披露。中でも山下自身が出演していたドラマ『富豪刑事』（第1シリーズ）の第9話では松村雄基や岩崎良美もゲスト出演するなど、ほぼ全体を通してパロディが行われており、近年では『獣電戦隊キョウリュウジャー』にてこのセリフとともに怪人を拳型のオーラで攻撃するというパロディも披露した。
また、料理紀行番組『くいしん坊!万才』では9代目くいしん坊として全国各地を歩いていたこともあり、担当年数4年間は松岡修造に破られるまで歴代トップであった。
義理の息子は俳優の森部達也（山下が1988年に結婚した際の妻の連れ子）。
2014年1月19日放送分の『キョウリュウジャー』にて、キョウリュウシルバーに変身したことで戦隊ヒーローを演じた俳優としての最年長記録を更新したが、その記録は2年後の『手裏剣戦隊ニンニンジャー』で笹野高史によってさらに更新された。

## エピソード
- 特技は、英会話とゴルフ。
- 運動好きでロケの合間などに腕立て伏せをするなど筋力トレーニングをする姿が再三目撃されている。また、自身が筋トレをするだけでなく、共演の女優にも役柄と全く関係のないタックルの練習や腹筋をさせていたことがある。
- 運動好きであることはロンドンブーツ1号2号の田村淳に『ロンドンブーツ1号2号のオールナイトニッポン』でよくネタにされていた（山下本人がゲスト出演したことがある）。田村とは同じ山口県下関市出身ということで親交がある。
- 「女のスタッフや共演者には挨拶しない」と公言していた。現場でのコミュニケーションを深める手段は女性スタッフを抱きしめることである。
- 私生活ではお互いゴルフが好きという共通点もある錦野旦と親交が深い。
- レギュラー出演している『東大王』では、珍回答の多さや正解率の低さで、共演者から罵倒されたり激昂されたりするなど、大御所にもかかわらずその無知さから、『おバカタレント』という扱いを受け、本人も酷く落胆していた。しかし山下を哀れんだ共演者の富永美樹から漢字のドリルを貰い、宮川一朗太からはアドバイスを貰うなどして放送中に漢字を勉強するようになり、正答数も増えたため、現在はおバカタレント枠は藤本敏史に譲っている[6]。
- 『太陽にほえろ!』で共演した石原裕次郎からは何度も名前を聞かれたが、そのことについて石原からからかわれていたのだろうと思ったという[1]。
- 同じ文学座の出身で『太陽にほえろ!』でデビューした松田優作とは同郷であった[1]。また偶然一度出くわし、挨拶をしたことがあった[1]。

## 出演

### テレビドラマ
- 太陽にほえろ!（日本テレビ）
  - 第324話「愛よさらば」（1978年10月13日） - 北海道の若者 役（テスト出演）
  - 第341話「同期生」（1979年2月9日） - 城北署刑事 役（テスト出演）
  - 第364話「スニーカー刑事登場！」 - 第476話「ラガー刑事登場！」・第489話「帰って来たボス・クリスマスプレゼント」（1979年7月20日 - 1981年9月25日・12月25日） - 五代潤（愛称・スニーカー）刑事 役
- 花咲け花子（1981年10月2日 - 1982年1月29日、日本テレビ） - 山岸寛二 役
- 火曜サスペンス劇場（日本テレビ）
  - 危機一髪の女（1982年5月18日）
  - 遅すぎた手紙（1984年6月19日）
  - 魔の視線 殺人者が釈放された!（1992年5月5日） - 滝沢 役
  - 悪の鎖（1992年8月4日）
  - 情事の背景（1992年11月10日）
  - あのひとの髪（2001年5月8日） - 秋島優平 役
  - 妻殺し（2001年11月27日） - 浅野警部 役
- はじめまして・再婚（1982年10月6日 - 11月24日、MBS・TBS系）
- あんちゃん 第7話（1982年12月4日、日本テレビ） - 木山健介 役
- 明石貫平35才 ゲスト（1983年、日本テレビ）
- ザ・サスペンス（TBS）
  - 遠野殺人事件（1983年12月10日）
  - 処女が見た（1984年4月14日） - 山本刑事 役
  - 花嫁は三度泣く（1984年4月21日）
- 月曜ドラマランド「長谷川町子のいじわる看護婦スペシャル4」（1983年12月26日、フジテレビ） - 野上 役
- 連続テレビ小説（NHK総合）
  - おしん 第226回 - 第267回（1984年1月9日 - 2月25日） - 田倉仁（成人期） 役
  - ノンちゃんの夢（1988年4月4日 - 10月1日） - 武野博史 役
  - つばさ  第103回 - 第108回・第155回（2009年7月27日 - 8月1日・9月25日） - 末永富司 役
- 日立テレビシティ「林真理子の星に願いを」（1984年8月15日・29日、TBS）
- スクール☆ウォーズ（TBS） - 主演・滝沢賢治 役
  - スクール☆ウォーズ（1984年10月6日 - 1985年4月6日）
  - スクールウォーズ2（1990年9月4日 - 1991年1月8日）
- 大家族（1984年10月12日 - 1985年1月4日、TBS） - 浅野真吾 役
- 木曜ゴールデンドラマ（読売テレビ・日本テレビ系）
  - あなたは妻を救えるか（1985年8月8日）
  - くらやみ祭に人が死ぬ（1987年2月19日）
- アルザスの青い空（1985年10月10日 - 12月26日、フジテレビ） - 吉村行雄 役
- ヤヌスの鏡（1985年12月4日 - 1986年4月16日、フジテレビ） - 堤邦彦 役
- 木曜ドラマストリート「放課後」（1986年3月27日、フジテレビ） - 主演・前島 役
- 水曜ドラマスペシャル→月曜ドラマスペシャル→月曜ミステリー劇場→月曜ゴールデン（TBS）
  - 年上のおんな（1986年5月14日） - 勇 役
  - 十六年目の恋文（1987年2月4日）
  - 横浜ベイブリッジ殺人事件（1990年11月5日） - 主演
  - 湯けむり仲居純情日記4（1994年12月5日） - 風間銀二 役
  - 自治会長 糸井緋芽子 社宅の事件簿 スペシャル（2006年3月30日） - 塚田幸信 役
  - おばさん会長・紫の犯罪清掃日記!ゴミは殺しを知っている7（2006年5月15日） - 工藤俊樹 役
    - おばさん会長・紫の犯罪清掃日記!ゴミは殺しを知っている8（2010年2月1日）

  - 女取調官〜嬉野温泉・唐津・長崎殺人ルート〜（2011年1月24日） - 古賀隆 役
- 天使のアッパーカット（1986年6月24日 - 10月14日、TBS） - 山路 役
- 新鋭ドラマシリーズ「花嫁の告白」（1986年8月3日、TBS）
- おんな風林火山 第1話・第4話・第6話・第9話・第13話（1986年10月12日・11月9日・11月23日・12月14日・1987年2月1日、TBS） - 上杉謙信 役
- 大都会25時（1987年4月22日 - 9月23日、テレビ朝日） - 富田一平 巡査部長 役
- ラジオびんびん物語（1987年8月3日 - 9月21日、フジテレビ） - 沖田健司 役
- 男女7人秋物語（1987年10月9日 - 12月18日、TBS） - 高木俊行 役
- 特別企画実話ドラマ「京大アメリカンフットボール部誕生秘話 君に涙は似合わない」（1988年3月29日、ABCテレビ・テレビ朝日系）
- 代議士の妻たち（1988年4月4日 - 5月23日、TBS） - 清原健次郎 役
  - 代議士の妻たち2（1989年、TBS）
- あそびにおいでョ!（1988年7月4日 - 9月19日、フジテレビ） - 別府良夫 役
- ドラマ23「バカな女の結婚願望」（1988年11月7日 - 10日、TBS） - 主演
- 松田聖子の風に恋して（1989年1月2日、テレビ朝日）
- 大河ドラマ（NHK総合）
  - 春日局 第8回 - 第39回（1989年2月26日 - 10月1日） - 稲葉正成 役
  - 徳川慶喜（1998年1月4日 - 12月13日） - ガンツム 役
  - 葵 徳川三代 第1回 - 第14回・第32回（2000年1月9日 - 4月9日・8月13日） - 黒田長政 役
  - 天地人 第7回 - 第17回・第23回（2009年2月15日 - 4月26日・6月7日） - 直江信綱 役
  - 花燃ゆ 第23回 - 第27回（2015年6月7日 - 7月5日） - 来島又兵衛 役
- 大型時代劇スペシャル「赤ひげ」（1989年4月1日、TBS）
- この胸のときめきを（1989年7月6日 - 9月28日、フジテレビ） - 島崎義明 役
- 会いたくて（1989年7月15日 - 8月19日、日本テレビ） - 武井幹世 役
- ホテル物語・夏!（1989年7月26日 - 9月27日、TBS） - 主演・村崎俊一 役
- 東芝日曜劇場「こんどの日曜日」（1989年10月8日、TBS） - 比呂志 役
- いつも誰かに恋してるッ 第1話・第2話、第5話（1990年1月11日・18日、2月8日、フジテレビ） - 各務聡 役（特別出演）
- ドラマチック22「香港から来た女」（1990年4月21日、TBS） - 主演
- 土曜ワイド劇場（テレビ朝日）
  - 松江・宍道湖殺人事件（1990年11月10日） - 主演
  - 眠りの森の美女殺人事件（1993年9月11日） - 主演・加賀恭一郎 役
  - 同居人カップルの殺人推理旅行（1994年8月27日） - 嶋田憲一 役
  - 家政婦は見た!20 名門茶道家元一族の相続争い、乱れに乱れたからみ合い！（2002年3月9日） - 叶秀旦 役
  - 炎の警備隊長・五十嵐杜夫8（2010年1月16日、ABCテレビ） - 島津龍之介 役
  - はみだし弁護士・巽志郎11（2011年4月16日、ABCテレビ） - 深町信介 役
- ママってきれい!?（1991年1月11日 - 3月22日、TBS） - 影山肇 役
- 助教授一色麗子 法医学教室の女（1991年7月6日 - 9月7日、日本テレビ） - 長嶋恒人 役
- FNSスーパースペシャル 1億2000万人のテレビ夢列島'91 闘う人々 第三話「バリカンの日」（1991年7月20日・21日、フジテレビ）
- 月曜・女のサスペンス「夫の遺書〜張り込み・函館殺人事件」（1992年4月13日、テレビ東京） - 主演
- ミステリー体験ゾーン 本当にあった怖い話 第3回「幽霊と結婚した男 湖の幻影」（1992年4月27日、テレビ朝日） - 主演
- ドラマシティー'92→ドラマシティー'93（読売テレビ・日本テレビ系）
  - 超不思議物語 第3話『すると俺は』（1992年6月18日） - 主演・矢島 役
  - 好きだと言ってくれたなら（1992年12月24日）
  - さまよえる脳髄（1993年2月11日）
- 世にも奇妙な物語「ラッキー小泉」（1992年7月2日、フジテレビ） - 主演・小泉太郎 役
- 天使のように生きてみたい（1992年7月3日 - 9月25日、TBS） - 森脇 役
- 金曜ドラマシアター→金曜エンタテイメント→金曜プレステージ（フジテレビ）
  - 海外特選ミステリー 香港迷宮行（1992年7月3日）
  - 今、ときめいて白きランナー（1992年7月31日）
  - 二人の母（1994年3月4日、東海テレビ）
  - 世にも奇妙なミステリー1 駱駝市役所の人びと 夜の女子トイレ殺人事件（1995年2月10日）
  - 戦後50年特別企画「炎の料理人」（1995年12月1日）
  - 美人三姉妹温泉芸者が行く!2 鬼怒川なみだの折鶴殺人事件（1996年1月12日） - 小泉和正 役
  - 盗撮 覗かれた主婦（2000年3月24日） - 高岡昇一 役
  - 西村京太郎サスペンス 十津川刑事の肖像5〜鎌倉電鉄殺人事件〜（2012年4月6日） - 瀬戸新太郎 役
- ママの転勤（1992年9月11日 - 11月27日、NHK総合）
- 清左衛門残日録（1993年4月2日 - 7月9日、NHK総合） - 平松与五郎 役
  - 正月時代劇「清左衛門残日録 仇討ち!播磨屋の決闘」（1995年1月3日、NHK総合）
- 嵐の中の愛のように（1993年7月3日 - 9月25日、読売テレビ・日本テレビ系）
- 結婚・私が好きですか「危険な恋・ビオラの女」（1993年7月13日 - 8月3日、ABCテレビ・テレビ朝日系）
- if もしも 第14話「両親が離婚したらパパをとるか?ママをとるか?」（1993年8月19日、フジテレビ）
- 花王 愛の劇場「あした家族になあれ」（1995年6月5日 - 7月21日、TBS） - 篠田良平 役
- ドラマ新銀河「レイコの歯医者さん」（1996年4月1日 - 5月2日、NHK総合）
- 花王ファミリースペシャル「ドラマ結婚式場 花嫁介添人がゆく13 子連れ挙式は大乱闘」（1996年6月23日、関西テレビ・フジテレビ系）
- 金田一少年の事件簿 第4話「金田一少年の殺人」（1996年8月3日、日本テレビ） - 都築哲雄 役
- ナースのお仕事 第10話（1996年9月3日、フジテレビ） - 桂木浩二 役
- 新幹線'97恋物語（1997年4月3日 - 6月26日、TBS） - 堀田達彦 役
- 12時間超ワイドドラマ→新春ワイド時代劇（テレビ東京）
  - 赤穂浪士（1999年1月2日） - 堀部安兵衛 役
  - 天下騒乱〜徳川三代の陰謀（2006年1月2日） - 徳川秀忠 役
- 浜田雅功の実験ドラマ 平成ミステリー事件簿「やりすぎ先生!!」（1999年3月18日、ABCテレビ・テレビ朝日系）
- ドラマ特別企画「千晶、もう一度笑って」（2000年1月7日、TBS）
- 新宿暴走救急隊（2000年10月14日 - 12月16日、日本テレビ） - 武田誠一郎 役
- ルーキー!（2001年4月10日 - 6月26日、関西テレビ・フジテレビ系） - 五十嵐由紀夫 役
- 女と愛とミステリー→水曜ミステリー9（テレビ東京）
  - 闇の脅迫者 江戸川乱歩の『陰獣』より（2001年4月25日） - 糸川警視正 役
  - 「農家の嫁は弁護士!神谷純子のふるさと事件簿」シリーズ - 神谷康介 役
    - 農家の嫁は弁護士!神谷純子のふるさと事件簿（2005年7月20日）
    - 農家の嫁は弁護士!神谷純子のふるさと事件簿2（2006年8月30日）
    - 農家の嫁は弁護士!神谷純子のふるさと事件簿3（2007年6月20日）
    - 農家の嫁は弁護士!神谷純子のふるさと事件簿4（2009年2月18日）

  - 捜査検事 近松茂道7 美濃土鈴伝説殺人事件（2007年5月9日） - 鮫島警部 役
  - 犯罪科学分析室 電子の標的3（2017年2月1日） - 長曾我部隆治 役
- JUDGE CAFE 第23話（2001年6月10日、BS-i）
- 世界で一番熱い夏 第5話 - 最終話（2001年8月3日 - 9月14日、TBS） - 正木淳 役
- 探偵家族（2002年7月13日 - 9月14日、日本テレビ） - 仙道雄治 役
- ケータイ刑事 銭形シリーズ（BS-i） - 五代潤 役
  - ケータイ刑事 銭形愛（2002年10月6日 - 2003年3月30日）
  - ケータイ刑事 銭形舞（2003年10月5日 - 12月28日）
  - ケータイ刑事 銭形泪 1stシリーズ（2004年1月4日 - 3月28日）
  - ケータイ刑事 銭形零 2ndシリーズ（2005年1月2日 - 3月27日）
  - ケータイ刑事 銭形海 2ndシリーズ（2007年10月6日 - 12月29日）
- ドラマスペシャル「天国のダイスケへ〜箱根駅伝が結んだ絆〜」（2003年1月2日、日本テレビ） - 米重修一 役
- OL銭道（2003年4月11日 - 6月20日、テレビ朝日） - 相田欽也 役
- きみはペット（2003年4月16日 - 6月18日、TBS） - 大石みのり 役
- 恋する日曜日 第11話「レイニーブルー」（2003年6月15日、BS-i） - 神島譲 役
- ライオン先生（2003年10月13日 - 12月15日、読売テレビ・日本テレビ系） - 佐竹久典 役
- エ・アロール ゲスト（2003年10月9日 - 12月18日、TBS） - 高見義彦 役
- お見合い刑事 小泉薫子（2004年1月14日、BSフジ）
- 新しい風（2004年4月15日 - 6月24日、TBS） - 江口弘之 役
- 愛情イッポン!（2004年7月10日 - 9月18日、日本テレビ） - 横山武 役
- 富豪刑事シリーズ（テレビ朝日） - 鎌倉熊成 役
  - 富豪刑事（2005年1月13日 - 3月17日）
  - 富豪刑事デラックス（2006年4月21日 - 6月23日、ABCテレビ共同制作）
- 和田アキ子 特別企画ドラマ ザ・介護番長（2005年4月7日、TBS）
- 女系家族 第4話（2005年7月28日、TBS） - 鈴木店長 役
- ダイヤモンドの恋 第1話 - 第5話、第9話・第10話、第17話・第18話（2005年8月22日 - 29日、9月12日・13日、9月26日・27日、NHK総合） - 沢渡圭一 役
- 電車男 第8話・第9話（2005年8月25日・9月1日、フジテレビ） - 青山健吾 役
- 着信アリ 第1話 - 第9話（2005年10月14日 - 12月9日、テレビ朝日） - 秋野修司 役
- TBSテレビ50周年 新春ドラマ特別企画「里見八犬伝」（2006年1月2日・3日、TBS） - 杉倉木曾介氏元 役
- 西遊記 最終話（2006年3月20日、フジテレビ） - 赤雲 役
- ブスの瞳に恋してる 第6話（2006年5月16日、関西テレビ・フジテレビ系） - どすこいラーメンの客・上條 役
- レガッタ〜君といた永遠〜（2006年7月14日 - 9月8日、ABCテレビ・テレビ朝日系） - 高村孝之 役
- 夢二夜 シェイクスピア ドラマスペシャル 第二夜「ロミオとジュリエット〜すれちがい〜」（2007年4月7日、日本テレビ） - 森田儀一 役
- 女帝 第1話（2007年7月13日、ABCテレビ・テレビ朝日系） - 杉野謙造 役
- スシ王子! 第1話・第2話、第7話・最終話（2007年7月27日・8月3日、9月7日・14日、テレビ朝日） - 奥平海月 役
- 探偵学園Q 第7話（2007年8月14日、日本テレビ） - 遠山金三郎 役
- 肩ごしの恋人 第8話（2007年8月23日、TBS） - 秋山憲太郎 役
- 夢路 第20回（2007年9月2日、TBS）
- 巌流島ミステリー 武蔵が消した小次郎の真実（2007年11月12日、広島ホームテレビ・山口朝日放送・瀬戸内海放送・愛媛朝日テレビ / 2007年12月31日、テレビ朝日） - 佐々木小次郎 役
- 天と地と（2008年1月6日、テレビ朝日） - 山本勘助 役
- 4夜連続スペシャルドラマ「一瞬の風になれ」 第3話（2008年2月27日、フジテレビ） - 大塚先生 役
- ロト6で3億2千万円当てた男 最終話（2008年9月5日、ABCテレビ・テレビ朝日系） - 田中 役
- セレブと貧乏太郎（2008年10月14日 - 12月23日、フジテレビ） - 安田啓一 役
- RESCUE〜特別高度救助隊 第1話 - 第4話・最終話（2009年1月24日 - 2月14日・3月21日、TBS） - 大八木誠司 役
- となりの芝生 第7話 - 第10話（2009年8月12日 - 9月2日、TBS） - 川野 役
- 土曜プレミアム「新美味しんぼ-PART3-海原雄山VS究極七人のサムライ!」（2009年11月14日、フジテレビ） - 角丸幹事長 役
- 宿命 1969-2010 -ワンス・アポン・ア・タイム・イン・東京- 第7話・最終話（2010年3月5日・12日、ABCテレビ・テレビ朝日系） - 長谷部幹事長 役
- 生誕100年記念作品 松本清張スペシャル「霧の旗」（2010年3月16日、日本テレビ） - 添田 役
- 崖っぷちのエリー〜この世でいちばん大事な「カネ」の話〜 第5話・最終話（2010年8月6日・9月3日、ABCテレビ・テレビ朝日系） - 大河内利光 役
- 怪盗ロワイヤル 第8話・最終話（2011年12月17日・24日、TBS） - 藤堂英臣 役
- 金曜スーパープライム「1000年後に残したい…報道映像2011」 再現ドラマ『日本がもっとも危なかった87時間』（2011年12月23日、日本テレビ） - 福島第一原発 吉田所長 役
- 13歳のハローワーク（2012年1月13日 - 3月9日、テレビ朝日） - ポスター出演（Special Thanks）
- 獣電戦隊キョウリュウジャー（2013年2月17日 - 2014年2月9日、テレビ朝日） - 桐生ダンテツ / キョウリュウシルバー 役
- 二夜連続スペシャルドラマ「女信長」（2013年4月5日・6日、フジテレビ） - 朝倉義景 役
- マルホの女〜保険犯罪調査員〜 第5話（2014年5月16日、テレビ東京） - 村井敏則 役
- ドラマスペシャル「ママが生きた証」（2014年7月5日、テレビ朝日） - 小泉校長 役
- 黒服物語 第6話（2014年11月28日、テレビ朝日） - 落合銑三 役
- ドラマスペシャル 江戸川乱歩生誕120周年没後50年記念「黒蜥蜴」（2015年12月22日、カンテレ・フジテレビ系） - 浪越善四郎 役[7]
- 勇者ヨシヒコと導かれし七人 第8話（2016年11月26日、テレビ東京） - 村長 役
- 山口発地域ドラマ「朗読屋」（2017年1月18日、NHK BSプレミアム） - 倉田 役[8]
- 目玉焼きの黄身 いつつぶす? 最終話（2017年11月27日、MBS / 11月29日、TBS） - 羅生門竜彦 役（特別出演）
- ブラックスキャンダル 第2話（2018年10月11日、読売テレビ・日本テレビ系） - 棚城正則 役
- 柴公園 第3話・第6話・最終話（2019年1月10日 - 3月14日、tvk ほか） - 校長先生 役[9]
- サ道 第9話（2019年9月14日、テレビ東京） - 社長 役[10]
- やすらぎの刻〜道 第119話・第121話（2019年9月19日・23日、テレビ朝日） - 八木隆司 役
- ザ・ハイスクール ヒーローズ 第7話・最終話（2021年9月11日・18日、テレビ朝日） - 光石太郎 役
- ドラマスペシャル 友情〜平尾誠二と山中伸弥「最後の一年」〜（2023年11月11日、テレビ朝日） - 石山次郎 役[11]
- 筋トレサラリーマン 中山筋太郎 第2弾（2024年3月28日、読売テレビ・日本テレビ系） - 寿司店の大将 役[12]

### 配信ドラマ
- NO NAME（2003年、ネットシネマ.TV）
- 探偵事務所5 Another Story 2nd Season 第20話・第21話（2007年、映像探偵社） - 探偵539 役
- 目玉焼きの黄身 いつつぶす? 第0話・アフターストーリー（2017年10月30日・12月6日 - 20日、GYAO!） - 羅生門竜彦 役（特別出演）

### 映画
- シングルガール（1983年6月4日、松竹） - 平井 役
- プルメリアの伝説 天国のキッス（1983年7月2日、東宝） - 国吉明 役
- 愛しのチイパッパ（1986年12月20日、松竹） - 速水淳 役
- 首都消失（1987年1月17日、東宝） - 田宮洋介 役
- 山田村ワルツ（1988年2月11日、松竹） - 捨てる男 役
- 修羅場の人間学（1993年11月13日、東映） - 花形敬 役
- 新・極道の妻たち 惚れたら地獄（1994年1月15日、東映） - 新谷清二 役
- 極道拳（1994年8月20日、シネマパラダイス） - 主演・成瀬紀一 役
- ウォーターボーイズ（2001年9月15日、東宝） - 男性キャスター 役
- 新・仁義の墓場（2002年6月22日、大映） - 成村勝 役
- ピンポン（2002年7月20日、アスミック・エース） - 選手Aの父 役
- トリック劇場版（2002年11月9日、東宝） - 神崎明夫 役
- キューティーガール 美少女ボウラー危機一発（2003年9月6日、ENGEL） - ジョージ黒岩 役
- ケータイ刑事 THE MOVIE バベルの塔の秘密〜銭形姉妹への挑戦状（2006年2月4日、エム・エフボックス） - 五代潤 役
- スーパー戦隊シリーズ（東映）
  - 獣電戦隊キョウリュウジャーVSゴーバスターズ 恐竜大決戦! さらば永遠の友よ（2014年1月18日） - 桐生ダンテツ 役
  - 烈車戦隊トッキュウジャーVSキョウリュウジャー THE MOVIE（2015年1月17日） - キョウリュウシルバーの声 役[13]
- 俺たち賞金稼ぎ団（2014年5月10日公開、東映） - 赤井辰秀 役（特別出演）[14]
- 聖域 組長の最も長い一日（2018年5月18日） - 大和組組長 大山大悟 役
- 柴公園（2019年6月14日、AMGエンタテインメント） - 校長先生 役[9]

### オリジナルビデオ
- 湾岸ミッドナイト（1992年3月13日、大映）
- 不倫の値段（1994年2月25日、ケイエスエス） - 主演・鳥耕作 役
- 光の川（1996年3月21日、松竹ホームビデオ）
- 麻雀飛翔伝 哭きの竜2（1996年7月26日、アミューズソフト） - 石川喬 役
  - 麻雀飛翔伝 哭きの竜3（1996年9月27日）
- Zero WOMAN 名前のない女（1997年4月4日、マクザム）
- ある日突然に…君に「いじめ」は似合わない（1998年、ミュージアム） - 主演・進 役
- 報復攻撃 美しき殺人者（1998年8月21日、徳間ジャパンコミュニケーションズ） - 特別出演
- 実録・名古屋やくざ戦争 統一への道シリーズ（GPミュージアムソフト） - 辻本亘 役
  - 実録・名古屋やくざ戦争 統一への道（2003年7月25日）
  - 実録・名古屋やくざ戦争 統一への道2（2003年12月25日）
  - 実録・名古屋やくざ戦争 統一への道 完結編（2004年6月25日）
- 実録・大日本菊水会 双龍伝（2007年2月25日、GPミュージアムソフト） - 組長 役
  - 実録 大日本菊水会 双龍伝 完結編（2007年4月25日）
- 虎狼の群れ（2017年9月1日、コンセプトフィルム） - 黒龍会柏田組若頭 石堂 役[15]
  - 虎狼の群れ2（2017年10月6日）
- 聖域 組長の最も長い一日（2018年6月25日、オールイン エンタテインメント） - 大和組組長 大山大悟 役
  - 聖域2 組長の最も長い一日（2018年7月25日）
- 王様戦隊キングオージャーVSキョウリュウジャー（2024年10月9日、東映ビデオ） - 桐生ダンテツ 役[16]

### 舞台
- M・V・P（1982年、もりえーる）
- リリィ（1984年、シアターアプル）
- 羨ましい女たち（1994年、三越劇場）
- 長山洋子七夕公演「深川恋キツネ」（2000年7月4日 - 30日、新宿コマ劇場）
- 舞い降りた天使（2003年7月3日 - 8月28日、芸術座） - 竹内弘実 役
- ケータイ刑事文化祭inゴルゴダの森～銭形海+THE MOVIE 2.1～（2007年11月24日、シアターアプル） - 魔法使い 役
- 演劇大宮エリー 第一回公演「GOD DOCTOR」（2008年5月4日 - 18日、新国立劇場 小劇場 / 5月22日・23日、兵庫県立芸術文化センター 中ホール）
- リアルエチュード みんなの家（2011年3月7日、青山円形劇場）
- 南座錦秋特別公演「喜劇 女房は幽霊 笑いと涙の百日間」（2011年9月6日 - 25日、京都四條南座） - 寺川浩 役

### ゲーム
- アナザー・マインド（1998年11月12日、スクウェア） - 鳴海健一 役
- アイドルマスター シンデレラガールズ スターライトステージ（2019年10月18日、バンダイナムコエンターテインメント） - 熱血デレステ先生 山下真司（本人） 役[17]

### ラジオ
- L&M AMERICAN CLUB（エフエム東京）

### ラジオドラマ
- NISSAN あ、安部礼司 〜 beyond the average 〜（2019年10月13日、TOKYO FM） - 滝沢田賢治郎 役[18]

### PV
- パク・ヨンハ「君が最高!」（2006年9月20日）
- THE LOCAL ART「泣かない泣けない約束」（2007年4月4日）
- GReeeeN「刹那」（2009年3月11日）[19]
- 難波鉄砲隊其之七「サヨナラ、踵を踏む人」（2015年7月15日）

### バラエティ・情報番組・その他
- サンデースクエア（1983年7月3日 - 9月11日、日本テレビ）※司会
- くいしん坊!万才（1994年1月4日 - 1997年12月30日、フジテレビ）
- いつでも笑みを!（1998年4月4日 - 9月、関西テレビ・フジテレビ系）※サブ司会
- 情報プレゼンター とくダネ!（フジテレビ）
  - （2007年10月1日 - 2009年3月23日）※「走れ!三面刑事」コーナー担当
  - （2020年5月5日 - 2021年3月23日）※月1で火曜日コメンテーターとして出演
- 東大王（2018年10月24日 - 2024年9月18日、TBS）※不定期出演
- めざまし8（2021年4月9日 - 2022年3月28日、フジテレビ）[20]
  - 月曜日または金曜日コメンテーター[21]
  - 『帰ってきた！走れ！三面刑事』コーナー担当[22]

### CM
- 資生堂
  - 「バスボン」（1976年）
  - 「アウスレーゼ」（1990年）
- ミズノ
- ア・テストーニ
- 大誠ハウス
- キッコーマン「ステーキしょうゆ」
- 大同薬品工業「ハイクロンA」「スポーツエネルギー」（1982年頃）
- 東芝「CORE[FS]（フラットスクエア）」「ビュースターシリーズ」（1984年 - 1985年頃）
- 出光興産 LWオイルシリーズ「冷凍マグロ」（1986年）
- サンスター「イオニック」（1987年）
- わかもと製薬「強力わかもと」（1987年）
- 大丸「ベローチェ」（1988年）
- 本田技研工業「アスコット」（1989年 - 1990年） - 菅原文太と共演。
- SANYO「サンヨーセラミックシェイバー OOZ」（1991年）
- ミツカン「ぽんしゃぶ・ごましゃぶ」（1993年）
- 明治生命「信頼家族」シリーズ（1996年）
- プロクター・アンド・ギャンブル・ジャパン ボールド「地引き網」編（2004年）
- トイズファクトリー 湘南乃風「湘南乃風〜ラガパレード〜」（2004年）
- エスエス製薬 ラカルト・ニュー5「ひきしめ感」篇 （2009年4月27日 - ）[23]
- サントリーウエルネス「黒酢にんにく」（2010年 - ）
- ソニー ブルーレイディスクレコーダー（2012年）[24]
  - 「俺の主張」篇、「ローラにジャンプ」篇（2012年10月13日 - ）
  - 「ローラ・マイ・ラブ」篇（2012年10月21日 - ）
- ジャッジ・ドレッドスポットCM（2013年2月9日 - ） - ナレーション[25]
- スカパー!「今だけ半額!基本パック半額キャンペーン実施中」篇（2013年）
- ロッテアイス「モナ王」（2014年）（「スクール☆ウォーズ」を再現）
- 髙山質店（2015年）
- スクウェア・エニックス 星のドラゴンクエスト（2018年） - 壇蜜と共演。[26]
  - 「山下先生シリーズ・部活」篇（2018年3月17日 - ）
  - 「山下先生シリーズ・壇蜜」篇（2018年3月24日 - ）
- 日野自動車 デュトロ「ヒノノニトン／ラグビー」篇（2019年4月18日 - ）[27]
- KKT熊本県民テレビ たぎるバイ!KKT「挨拶」篇、「熊本の試合」篇（2019年）
- バンダイナムコエンターテインメント「アイドルマスター シンデレラガールズ スターライトステージ」（2019年[17]・2020年）
- 三井のリハウス「リハウスしたから」篇、「娘の出産」篇（2020年1月11日 - 26日）[28]
- リクルートホールディングス お店のキャッシュレスなら、Airペイ「焼肉屋」篇（2020年） - オダギリジョーと共演。
- トライベック Hirameki 7
  - 「手に入れろ!編」（2022年10月3日 - 、タクシーサイネージ）[29]
  - 「汗と涙とHirameki 7」篇（2023年10月3日 - 2024年3月）[30]

### パチンコ
- CRA剣客列伝NR-TX（2008年10月、ニューギン） - キャラクターモデル（宮本武蔵）[31]

### 玩具
- 獣電戦隊キョウリュウジャー ギガガブリボルバー -MEMORIAL EDITION- 10大獣電池セット（2025年6月23日）

## ディスコグラフィ

### シングル
|     | 発売日        | タイトル     | 規格品番 | 収録曲         |
| --- | ------------- | ------------ | -------- | -------------- |
| 1st | 1993年9月22日 | 10年目の約束 | SIDN-7   | 俺たちがいた夏 |
| 2nd | 1999年4月21日 | ひだまり     | CRSN-604 | 哀愁グラス     |

## 連載
- 山下真司の人生相談「苦労や困難なんて笑い飛ばしちゃおうぜ!」（2008年、BIG tomorrow）
- 山下真司の俺と「スクール☆ウォーズ」（2016年8月24日 - 2017年3月28日、デイリースポーツ）[32]